# Cixi (Ningbo)

Lage von Beilun im Gebiet der Stadt Ningbo

Cixi (慈溪市,  Cíxī Shì) ist eine kreisfreie Stadt, die zum Verwaltungsgebiet der bezirksfreien Stadt Ningbo, Provinz Zhejiang, der Volksrepublik China gehört. Cixi ging durch die Schlacht von Cixi im Jahre 1862 zwischen den kaiserlichen Truppen der Qing-Dynastie und den Taiping-Rebellen in die Geschichte ein. Ihre Fläche beträgt 1.169 km² und die Einwohnerzahl 1.829.488 (Stand: Zensus 2020).

## Administrative Gliederung
Auf Gemeindeebene setzt sich Cixi aus drei Straßenvierteln und 17 Großgemeinden zusammen. Diese sind:
- Straßenviertel Xushan (浒山街道), Zentrum, Sitz der Stadtregierung;
- Straßenviertel Zonghan (宗汉街道);
- Straßenviertel Kandun (坎墩街道);
- Großgemeinde Fanshi (范市镇);
- Großgemeinde Zhangqi (掌起镇);
- Großgemeinde Xiaolin (逍林镇);
- Großgemeinde Xinpu (新浦镇);
- Großgemeinde Henghe (横河镇);
- Großgemeinde Fuhai (附海镇);
- Großgemeinde Andong (庵东镇);
- Großgemeinde Tianyuan (天元镇);
- Großgemeinde Changhe (长河镇);
- Großgemeinde Zhouxiang (周巷镇);
- Großgemeinde Qiaotou (桥头镇);
- Großgemeinde Kuangyan (匡堰镇);
- Großgemeinde Shengshan (胜山镇);
- Großgemeinde Longshan (龙山镇);
- Großgemeinde Chongshou (崇寿镇);
- Großgemeinde Sanbei (三北镇);
- Großgemeinde Guanhaiwei (观海卫镇).